# Galenobismutit
Galenobismutit ist ein seltenes Mineral aus der Mineralklasse der Sulfide und Sulfosalze. Es kristallisiert im orthorhombischen Kristallsystem mit der chemischen Zusammensetzung PbBi2S4 und bildet langgestreckte, nadelartige Kristalle oder dünne Platten von bis zu einem Zentimeter Größe. Es ist von hellgrauer bis zinnweißer Farbe.

## Etymologie und Geschichte
Das Mineral wurde erstmals 1878 von Hjalmar Sjögren in der Ko-Mine im schwedischen Värmland gefunden und beschrieben. Es ist nach seinen Bestandteilen, dem Mineral Galenit und dem Element Bismut benannt.

## Klassifikation
In der Systematik nach Strunz wird Galenobismutit bei den Sulfiden und Sulfosalzen klassifiziert. Er wird zu den Sulfosalzen gezählt. In der 8. Auflage bildete er mit Cannizzarit, Cosalit, Felbertalit, Junoit, Mozgovait, Nordströmit, Paděrait, Proudit, Weibullit und Watkinsonit eine Gruppe. In der 9. Auflage werden die Sulfosalze in zwei Hauptgruppen eingeteilt, die nach den Vorbild-Sulfiden (Blei- oder Zinksulfid) benannt sind. Dabei bildet Galenobismutit mit  Ángelait und Weibullit eine Untergruppe der Galenit-Derivate mit Blei.
In der Systematik der Minerale nach Dana bildet Galenobismutit mit Sakharovait, Berthierit, Garavellit und Klerit eine Untergruppe der Sulfosalze mit dem Verhältnis z/y = 2 und der Zusammensetzung (A+)i(A2+)j [ByCz], A = Metalle, B = Halbmetalle, C = Nichtmetalle.

## Modifikationen und Varietäten
Es ist eine silberhaltige Varietät bekannt, die in der chinesischen Provinz Ganzhou gefunden wurde.

## Bildung und Fundorte
Das Mineral bildet sich unter hydrothermalen Bedingungen. Es ist vergesellschaftet mit Galenit, Bismut, Cosalit, Aikinit, Tellurobismutit, Joséit, Tetradymit, Tetraedrit, Gold, Pyrit und Quarz. Gediegenes Gold findet man in bis zu einem Millimeter großen Körnern eingebettet in Galenobismutit.
Es ist eine Vielzahl Fundorte des Galenobismutites bekannt. Neben der Typlokalität bei Nordmark und weiteren Funden in Schweden sind Funde unter anderem aus dem Oberpinzgau in Österreich, Pechtelsgrün in Sachsen, Somerset und Cornwall in England, Kingsgate und Mt. Farrell in Australien, Chenzhou in China; Minen in Idaho und Washington, Vereinigte Staaten; British Columbia, Ontario und Yukon Territory in Kanada, Cerro Bonete in Bolivien sowie kleineren Vorkommen bekannt.

## Kristallstruktur
Galenobismutit kristallisiert im orthorhombischen Kristallsystem in der Raumgruppe Pnam (Raumgruppen-Nr. 62, Stellung 6)  mit den Gitterparametern a = 11,669 Å, b = 14,533 Å und c = 4,090 Å sowie vier Formeleinheiten pro Elementarzelle.